# 고스트 (스웨덴의 밴드)

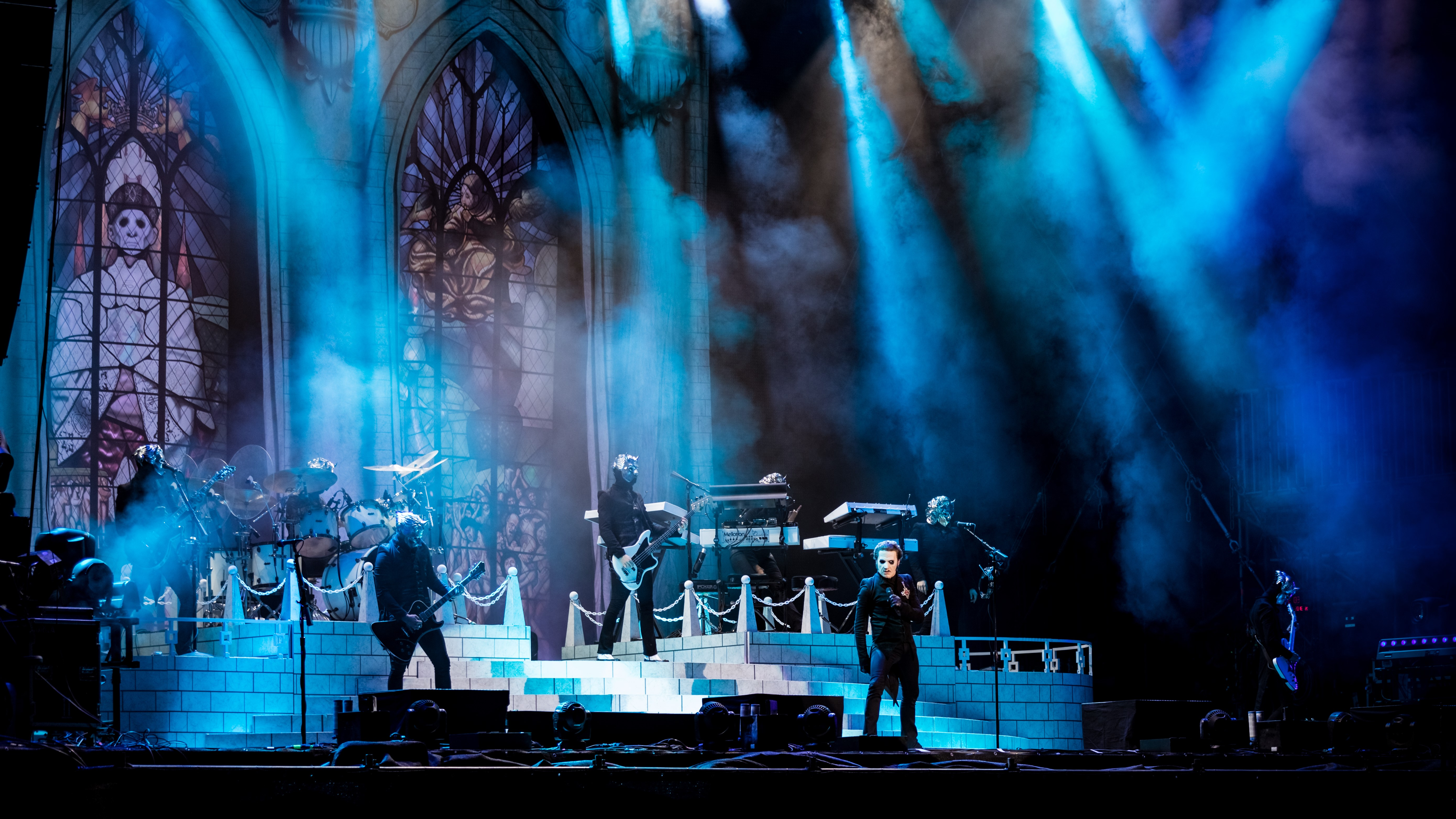
2018년 바켄 오픈 에어에서 공연 중인 고스트

고스트(Ghost, 미국에서의 이전 명칭: 고스트 B.C./Ghost B.C.)는 2006년 린셰핑에서 결성된 스웨덴의 록 밴드이다.
2010년, 7인치 비닐 음반 Elizabeth를 시작으로 3트랙 데모를 발매했으며 나중에 풀렝스 데뷔 음반 Opus Eponymous를 발매하기에 이른다. Ritual이라는 곡은 케랑!에 의해 "50개의 가장 악한 노래들" 가운데 한 곡으로 선정되었다.

## 디스코그래피
- Opus Eponymous (2010)
- Infestissumam (2013)
- Meliora (2015)
- Prequelle (2018)
- Impera (2022)
- Skeletá (2025)